# Гаусс, Вальтер
Вальтер Гаусс (нем. Walter Gauss; 22 июня 1926 — 5 апреля 2010) — австрийский дзюдоист, чемпион (1957, 1959), серебряный (1956) и бронзовый (1954) призёр чемпионатов Австрии, чемпион Европы 1958 года, серебряный (1952) и бронзовый (1955, 1960) призёр чемпионатов Европы в командном зачёте. Выступал в весовых категориях до 70 и 80 кг.